# Paracaecilius zelandicus
Paracaecilius zelandicus är en insektsart som först beskrevs av Tillyard 1923.  Paracaecilius zelandicus ingår i släktet Paracaecilius och familjen fransvingestövsländor. Inga underarter finns listade i Catalogue of Life.